# Лиса Стенсфилд
Лиса Џејн Стенсфилд (енгл. Lisa Jane Stansfield; Хејвуд, 11. април 1966) је енглеска певачица и текстописац.
Рођена је у Хејвуду (Ланкашир, Енглеска). На телевизији се први пут појављује 1981. када у талент-шоу ТВ Гренада побеђује изводећи песму The Things That Dreams Are Made Of групе The Human League. Од 1983. била је чланица и певачица састава Blue Zone. Године 1989. издаје први самостални албум под називом Affection, који је продат у преко 5.000.000 примерака, па тако стиче међународну славу. Најпознатија песма са албума је All Around the World која је касније снимљена у дуету са Баријем Вајтом. На Билборд хот 100 листи песма се пласирала на 3. место. Освојила је по једну награду Греми и награду Брит. Године 1992. наступила је на концерту посвећеном певачу Фредију Меркјурију. Године 1999. глумила је у филму Свинг за који је написала музику.
Лиса Стенсфилд је удата за енглеског музичара Ијана Деванија са којим је од 1993. до 2008. живела у Даблину, Ирска.

## Рани живот и почеци
Стенсфилд је рођена у Манчестеру. Њени родитељи су Марион (преминула 27. септембра 2013. године) и Кит Стенсфилд, а има две сестре, Карен и Сузан. Њена породица се преселила у Хејвуд 1976. године, а затим у Рочдејл 1977. Стенсфилд је похађала школу Сидал Мур (Хејвуд), средњу школу Редбрук где је победила на годишњем такмичењу талената и општинску школу Оулдер Хил (обе у Рочдејлу). Одрасла је слушајући соул музику и изјавила је да је њен први музички утицај био њен мајчин афинитет према плочама Дајане Рос и Supremes, а Стенсфилд је навела Марвина Геја, групу Chic и Берија Вајта као друге примарне музичке утицаје.

## Дискографија
- 1988: Big Thing
- 1989: Affection
- 1991: Real Love
- 1993: So Natural
- 1993: Five Live
- 1996: In Session
- 1997: Lisa Stansfield
- 1998: The Remix Album
- 1999: Swing
- 2001: Face Up
- 2003: Biography: The Greatest Hits
- 2003: The Complete Collection
- 2004: The Moment
- 2014: Seven
- 2014: People Hold On...The Remix Anthology
- 2014: The Collection 1989 - 2003

## Синглови
| Година                                    | Назив                                        | Највиша позиција | Највиша позиција | Највиша позиција | Највиша позиција | Највиша позиција | Највиша позиција | Највиша позиција | Највиша позиција | Највиша позиција | Највиша позиција | Сертификати                                                           | Албум                        |
| Година                                    | Назив                                        | GB               | AU               | AT               | BL               | DE               | IE               | NL               | US               | US Dance         | US R&B           | Сертификати                                                           | Албум                        |
| ----------------------------------------- | -------------------------------------------- | ---------------- | ---------------- | ---------------- | ---------------- | ---------------- | ---------------- | ---------------- | ---------------- | ---------------- | ---------------- | --------------------------------------------------------------------- | ---------------------------- |
| 1981                                      | "Your Alibis"                                | —                | —                | —                | —                | —                | —                | —                | —                | —                | —                |                                                                       | Non-album single             |
| 1982                                      | "The Only Way"                               | —                | —                | —                | —                | —                | —                | —                | —                | —                | —                |                                                                       | Non-album single             |
| 1983                                      | "Listen to Your Heart"                       | —                | —                | —                | —                | —                | —                | —                | —                | —                | —                |                                                                       | Non-album single             |
| 1983                                      | "I Got a Feeling"                            | —                | —                | —                | —                | —                | —                | —                | —                | —                | —                |                                                                       | Non-album single             |
| 1986                                      | "Love Will Wait" (Blue Zone)                 | —                | —                | —                | —                | —                | —                | —                | —                | —                | —                |                                                                       | Non-album single             |
| 1986                                      | "Finest Thing" (Blue Zone)                   | —                | —                | —                | —                | —                | —                | —                | —                | —                | —                |                                                                       | Non-album single             |
| 1987                                      | "On Fire" (Blue Zone)                        | 99               | —                | —                | —                | —                | —                | 56               | —                | —                | —                |                                                                       | Big Thing                    |
| 1988                                      | "Thinking About His Baby" (Blue Zone)        | 79               | —                | —                | —                | —                | —                | —                | —                | —                | —                |                                                                       | Big Thing                    |
| 1988                                      | "Jackie" (Blue Zone)                         | —                | —                | —                | —                | —                | —                | —                | 54               | 37               | —                |                                                                       | Big Thing                    |
| 1989                                      | "People Hold On" (with Coldcut)              | 11               | —                | —                | 32               | 24               | —                | 37               | —                | 6                | —                |                                                                       | What's That Noise?           |
| 1989                                      | "This Is the Right Time"                     | 13               | —                | 20               | —                | 17               | —                | —                | 21               | 1                | 13               |                                                                       | Affection                    |
| 1989                                      | "All Around the World"                       | 1                | 9                | 1                | 1                | 2                | 3                | 1                | 3                | 1                | 1                | - AU: Gold - AT: Gold - DE: Gold - SE: Gold - GB: Gold - US: Platinum | Affection                    |
| 1989                                      | "Do They Know It's Christmas?" (Band-Aid II) | 1                | 30               | —                | 17               | 74               | 1                | 18               | —                | —                | —                | - GB: Platinum                                                        | Non-album single             |
| 1990                                      | "Live Together"                              | 10               | 62               | 30               | 7                | 23               | 11               | 5                | —                | —                | —                |                                                                       | Affection                    |
| 1990                                      | "What Did I Do to You?"                      | 25               | —                | —                | 37               | 43               | 20               | 38               | —                | —                | —                |                                                                       | Affection                    |
| 1990                                      | "You Can't Deny It"                          | —                | —                | —                | —                | —                | —                | —                | 14               | 2                | 1                |                                                                       | Affection                    |
| 1991                                      | "Change"                                     | 10               | 21               | 24               | 6                | 13               | 17               | 7                | 27               | 1                | 12               |                                                                       | Real Love                    |
| 1991                                      | "All Woman"                                  | 20               | 52               | —                | 28               | —                | —                | 21               | 56               | —                | 1                |                                                                       | Real Love                    |
| 1992                                      | "Time to Make You Mine"                      | 14               | —                | —                | 47               | —                | —                | 47               | —                | —                | —                |                                                                       | Real Love                    |
| 1992                                      | "Everything Will Get Better"                 | —                | —                | —                | —                | —                | —                | —                | —                | 36               | —                |                                                                       | "All Woman"                  |
| 1992                                      | "Set Your Loving Free"                       | 28               | —                | —                | —                | 42               | —                | 36               | —                | 20               | —                |                                                                       | Real Love                    |
| 1992                                      | "A Little More Love"                         | —                | —                | —                | —                | —                | —                | —                | —                | —                | 30               |                                                                       | Real Love                    |
| 1992                                      | "Someday (I'm Coming Back)"                  | 10               | —                | —                | 39               | 51               | 16               | 30               | —                | —                | —                |                                                                       | The Bodyguard                |
| 1993                                      | "In All the Right Places"                    | 8                | —                | —                | —                | 63               | 8                | 20               | —                | —                | —                |                                                                       | So Natural                   |
| 1993                                      | "So Natural"                                 | 15               | 69               | —                | —                | 67               | —                | 47               | —                | —                | —                |                                                                       | So Natural                   |
| 1993                                      | "Little Bit of Heaven"                       | 32               | —                | —                | —                | 54               | —                | —                | —                | —                | —                |                                                                       | So Natural                   |
| 1994                                      | "Make It Right"                              | —                | —                | —                | —                | —                | —                | —                | —                | 46               | 64               |                                                                       | Beverly Hills 90210          |
| 1994                                      | "Dream Away" (with Babyface)                 | —                | —                | —                | —                | —                | —                | —                | 109              | —                | 80               |                                                                       | The Pagemaster               |
| 1997                                      | "People Hold On" (The Bootleg Mixes)         | 4                | 89               | —                | 40               | —                | 15               | 71               | —                | 1                | —                |                                                                       | Lisa Stansfield              |
| 1997                                      | "The Real Thing"                             | 9                | —                | —                | 29               | 57               | —                | 61               | —                | —                | —                |                                                                       | Lisa Stansfield              |
| 1997                                      | "Never, Never Gonna Give You Up"             | 25               | —                | —                | —                | 74               | —                | —                | 74               | 1                | 38               |                                                                       | Lisa Stansfield              |
| 1997                                      | "The Line"                                   | 64               | —                | —                | —                | —                | —                | —                | —                | —                | —                |                                                                       | Lisa Stansfield              |
| 1997                                      | "Never Gonna Fall"                           | —                | —                | —                | —                | —                | —                | —                | —                | 1                | —                |                                                                       | Lisa Stansfield              |
| 1997                                      | "Don't Cry for Me"                           | —                | —                | —                | —                | —                | —                | —                | —                | —                | —                |                                                                       | Lisa Stansfield              |
| 1998                                      | "I'm Leavin'"                                | —                | —                | —                | —                | —                | —                | —                | —                | 1                | —                |                                                                       | Lisa Stansfield              |
| 1999                                      | "The Longer We Make Love" (with Barry White) | —                | —                | —                | —                | —                | —                | —                | —                | —                | —                |                                                                       | Staying Power                |
| 2001                                      | "Let's Just Call It Love"                    | 48               | —                | —                | —                | —                | —                | —                | —                | —                | —                |                                                                       | Face Up                      |
| 2001                                      | "8-3-1"                                      | —                | —                | —                | —                | —                | —                | —                | —                | —                | —                |                                                                       | Face Up                      |
| 2003                                      | "All Around the World" (Norty Cotto Mixes)   | —                | —                | —                | —                | —                | —                | —                | —                | 34               | —                |                                                                       | Biography: The Greatest Hits |
| 2004                                      | "Too Hot" (with Kool & the Gang)             | —                | —                | —                | —                | —                | —                | —                | —                | —                | —                |                                                                       | The Hits: Reloaded           |
| 2004                                      | "Easier"                                     | —                | —                | —                | —                | —                | —                | —                | —                | —                | —                |                                                                       | The Moment                   |
| 2005                                      | "Treat Me Like a Woman"                      | —                | —                | 36               | —                | 43               | —                | —                | —                | —                | —                |                                                                       | The Moment                   |
| 2005                                      | "If I Hadn't Got You"                        | —                | —                | 54               | —                | 66               | —                | —                | —                | —                | —                |                                                                       | The Moment                   |
| 2005                                      | "He Touches Me"                              | —                | —                | —                | —                | —                | —                | —                | —                | —                | —                |                                                                       | The Moment                   |
| 2013                                      | "Can't Dance"                                |                  |                  |                  |                  |                  |                  |                  |                  |                  |                  |                                                                       | Seven                        |
| 2014                                      | "Carry On"                                   |                  |                  |                  |                  |                  |                  |                  |                  |                  |                  |                                                                       | Seven                        |
| "—" означава да издање није било на листи |                                              |                  |                  |                  |                  |                  |                  |                  |                  |                  |                  |                                                                       |                              |